# آندریاس بادر
آندریاس برند بادر (۱۹۴۳–۱۹۷۷) یکی از اولین رهبران سازمان چپ‌گرای انقلابی آلمانی، فراکسیون ارتش سرخ بود، که در دورهٔ اول فعالیتش با نام گروه بادر-ماینهوف شناخته می‌شد.

## زندگی
او پیش از تشکیل این گروه از دبیرستان اخراج شده بود و از معدود اعضای این گروه بود که به دانشگاه نرفته بود.

## شرکت در گروه بادرماینهوف
او و دوست‌اش به خاطر بمب‌گذاری در یک فروشگاه در فرانکفورت آم ماین زندانی شدند. چند هفته بعد او اجازه یافت در کتابخانه مطالعه کند. روزنامه‌نگاری به نام اولریکه ماینهوف و دو نفر دیگر به او پیوستند و از زندان گریختند. آن‌ها زان پس گروه بادر-ماینهوف خوانده شدند. بادر و دیگران مدتی را در اردوگاهی نظامی فتح در اردن گذراندند قبل از این که به خاطر تفاوت در سلایق از هم دور شوند.
در فوریهٔ ۱۹۷۳ ژان پل سارتر در گفت‌وگو با مجلهٔ اشپیگل، از زندانیان گروه بادرماینهوف دفاع کرد و آن‌ها را انقلابی نامید. در سال ۱۹۷۴ به اشتوتگارت رفت تا با آندریاس بادر ملاقات کند. سپس در بیانیه‌ای شرایط بادر در زندان آلمان غربی را محکوم کرد.
در مه ۱۹۷۶، بادر در زندان کشته شد و پلیس آلمان اعلام کرد که او خودکشی کرده است. سارتر نامهٔ تکان‌دهنده‌ای دربارهٔ این واقعه نوشت.

## در آثار هنری
او و گروه‌اش در سال ۲۰۰۸ موضوع فیلمی به نام گره بادر ماینهوف شدند که به نمایندگی از آلمان در مراسم اسکار شرکت کرد.